# Torneio de Roland Garros de 2022 - Dia a dia
Estes foram os jogos realizados nas quadras mais importantes a partir do primeiro dia das chaves principais.
Células em lavanda indicam sessão noturna.

## Dia 1 (22 de maio)
- Cabeças de chave eliminados:
  - Simples masculino:  Alejandro Davidovich Fokina [25],  Jenson Brooksby [31]
  - Simples feminino:  Ons Jabeur [6],  Garbiñe Muguruza [10]

Ordem dos jogos:
| Quadra Philippe Chatrier    | Quadra Philippe Chatrier  | Quadra Philippe Chatrier  | Quadra Philippe Chatrier |
| Evento                      | Vencedor(a)/(es/as)       | Derrotado(a)/(os/as)      | Resultado                |
| --------------------------- | ------------------------- | ------------------------- | ------------------------ |
| Simples feminino – 1ª fase  | Magda Linette             | Ons Jabeur [6]            | 3–6, 7–64, 7–5           |
| Simples masculino – 1ª fase | Félix Auger-Aliassime [9] | Juan Pablo Varillas [Q]   | 2–6, 2–6, 2–1, 6–3, 6–3  |
| Simples feminino – 1ª fase  | Maria Sakkari [4]         | Clara Burel               | 6–2, 6–3                 |
| Simples masculino – 1ª fase | Carlos Alcaraz [6]        | Juan Ignacio Londero [LL] | 6–4, 6–2, 6–0            |
| Quadra Suzanne Lenglen      |                           |                           |                          |
| Evento                      | Vencedor(a)/(es/as)       | Derrotado(a)/(os/as)      | Resultado                |
| Simples masculino – 1ª fase | Sloane Stephens           | Jule Niemeier [Q]         | 5–7, 6–4, 6–2            |
| Simples masculino – 1ª fase | John Isner [23]           | Quentin Halys             | 7–63, 4–6, 7–61, 7–66    |
| Simples masculino – 1ª fase | Alexander Zverev [3]      | Sebastian Ofner [Q]       | 6–2, 6–4, 6–4            |
| Simples feminino – 1ª fase  | Leylah Fernandez [17]     | Kristina Mladenovic       | 6–0, 7–5                 |
| Quadra Simonne Mathieu      |                           |                           |                          |
| Evento                      | Vencedor(a)/(es/as)       | Derrotado(a)/(os/as)      | Resultado                |
| Simples masculino – 1ª fase | Hugo Dellien              | Dominic Thiem             | 6–3, 6–2, 6–4            |
| Simples feminino – 1ª fase  | Kaia Kanepi               | Garbiñe Muguruza [10]     | 2–6, 6–3, 6–4            |
| Simples masculino – 1ª fase | Fabio Fognini             | Alexei Popyrin            | 6–4, 7–5, 6–4            |
| Simples feminino – 1ª fase  | Coco Gauff [18]           | Rebecca Marino [Q]        | 7–5, 6–0                 |

## Dia 2 (23 de maio)
- Cabeças de chave eliminados:
  - Simples masculino:  Reilly Opelka [17]
  - Simples feminino:  Barbora Krejčíková [2],  Anett Kontaveit [5],  Liudmila Samsonova [25]

Ordem dos jogos:
| Quadra Philippe Chatrier    | Quadra Philippe Chatrier         | Quadra Philippe Chatrier         | Quadra Philippe Chatrier |
| Evento                      | Vencedor(a)/(es/as)              | Derrotado(a)/(os/as)             | Resultado                |
| --------------------------- | -------------------------------- | -------------------------------- | ------------------------ |
| Simples feminino – 1ª fase  | Iga Świątek [1]                  | Lesia Tsurenko [Q]               | 6–2, 6–0                 |
| Simples feminino – 1ª fase  | Diane Parry                      | Barbora Krejčíková [2]           | 1–6, 6–2, 6–3            |
| Simples masculino – 1ª fase | Rafael Nadal [5]                 | Jordan Thompson                  | 6–2, 6–2, 6–2            |
| Simples masculino – 1ª fase | Novak Djokovic [1]               | Yoshihito Nishioka               | 6–3, 6–1, 6–0            |
| Quadra Suzanne Lenglen      |                                  |                                  |                          |
| Evento                      | Vencedor(a)/(es/as)              | Derrotado(a)/(os/as)             | Resultado                |
| Simples feminino – 1ª fase  | Amanda Anisimova [27]            | Naomi Osaka                      | 7–5, 6–4                 |
| Simples masculino – 1ª fase | Corentin Moutet [WC]             | Stan Wawrinka [PR]               | 2–6, 6–3, 7–62, 6–3      |
| Simples feminino – 1ª fase  | Ajla Tomljanović                 | Anett Kontaveit [5]              | 7–65, 7–5                |
| Simples masculino – 1ª fase | Lloyd Harris vs. Richard Gasquet | Lloyd Harris vs. Richard Gasquet | 1–6, 2–5, suspenso       |
| Quadra Simonne Mathieu      |                                  |                                  |                          |
| Evento                      | Vencedor(a)/(es/as)              | Derrotado(a)/(os/as)             | Resultado                |
| Simples feminino – 1ª fase  | Andrea Petkovic                  | Ivan Dodig                       | 6–4, 6–2                 |
| Simples masculino – 1ª fase | Cameron Norrie [10]              | Manuel Guinard [WC]              | 7–5, 6–2, 6–0            |
| Simples feminino – 1ª fase  | Emma Raducanu [12]               | Linda Nosková [Q]                | 46–7, 7–5, 6–1           |
| Simples masculino – 1ª fase | Benoît Paire vs. Ilya Ivashka    | Benoît Paire vs. Ilya Ivashka    | 3–6, 2–1, suspenso       |

## Dia 3 (24 de maio)
- Cabeças de chave eliminados:
  - Simples masculino:  Denis Shapovalov [14],  Pablo Carreño Busta [16],  Alex de Minaur [19],  Tommy Paul [30]
  - Duplas masculinas:  Juan Sebastián Cabal /  Robert Farah [5],  John Peers /  Filip Polášek [8],  Santiago González /  Andrés Molteni [13]

Ordem dos jogos:
| Quadra Philippe Chatrier    | Quadra Philippe Chatrier | Quadra Philippe Chatrier     | Quadra Philippe Chatrier      |
| Evento                      | Vencedor(a)/(es/as)      | Derrotado(a)/(os/as)         | Resultado                     |
| --------------------------- | ------------------------ | ---------------------------- | ----------------------------- |
| Simples feminino – 1ª fase  | Alizé Cornet             | Misaki Doi                   | 6–2, 6–0                      |
| Simples masculino – 1ª fase | Casper Ruud [8]          | Jo-Wilfried Tsonga [WC]      | 66–7, 7–64, 6–2, 7–60         |
| Simples feminino – 1ª fase  | Paula Badosa [3]         | Fiona Ferro [WC]             | 6–2, 6–0                      |
| Simples masculino – 1ª fase | Stefanos Tsitsipas [4]   | Lorenzo Musetti              | 5–7, 4–6, 6–2, 6–3, 6–2       |
| Quadra Suzanne Lenglen      |                          |                              |                               |
| Evento                      | Vencedor(a)/(es/as)      | Derrotado(a)/(os/as)         | Resultado                     |
| Simples masculino – 1ª fase | Daniil Medvedev [2]      | Facundo Bagnis               | 6–2, 6–2, 6–2                 |
| Simples masculino – 1ª fase | Richard Gasquet          | Lloyd Harris                 | 6–1, 6–3, 6–4                 |
| Simples feminino – 1ª fase  | Caroline Garcia          | Taylor Townsend [PR]         | 6–3, 6–4                      |
| Simples masculino – 1ª fase | Hugo Gaston              | Alex de Minaur [19]          | 4–6, 6–2, 6–3, 0–6, 7–6(10–4) |
| Simples feminino – 1ª fase  | Aryna Sabalenka [7]      | Chloé Paquet                 | 2–6, 6–3, 6–4                 |
| Quadra Simonne Mathieu      |                          |                              |                               |
| Evento                      | Vencedor(a)/(es/as)      | Derrotado(a)/(os/as)         | Resultado                     |
| Simples feminino – 1ª fase  | Karolína Plíšková [8]    | Tessah Andrianjafitrimo [WC] | 2–6, 6–3, 6–1                 |
| Simples masculino – 1ª fase | Ilya Ivashka             | Benoît Paire                 | 6–3, 7–5, 1–6, 7–5            |
| Simples masculino – 1ª fase | Frances Tiafoe [24]      | Benjamin Bonzi               | 7–5, 7–5, 7–65                |
| Simples feminino – 1ª fase  | Simona Halep [19]        | Nastasja Schunk [LL]         | 6–4, 1–6, 6–1                 |
| Simples masculino – 1ª fase | Gilles Simon [WC]        | Pablo Carreño Busta [16]     | 6–4, 6–4, 4–6, 1–6, 6–4       |

## Dia 4 (25 de maio)
- Cabeças de chave eliminados:
  - Simples masculino:  Taylor Fritz [13]
  - Simples feminino:  Maria Sakkari [4],  Emma Raducanu [12],  Petra Kvitová [32]
  - Duplas masculinas:  Pierre-Hugues Herbert /  Nicolas Mahut [3],  Kevin Krawietz /  Andreas Mies [9],  Matthew Ebden /  Max Purcell [14]
  - Duplas femininas:  Alexa Guarachi /  Andreja Klepač [6],  Nicole Melichar-Martinez /  Ellen Perez [16]

Ordem dos jogos:
| Quadra Philippe Chatrier    | Quadra Philippe Chatrier | Quadra Philippe Chatrier | Quadra Philippe Chatrier  |
| Evento                      | Vencedor(a)/(es/as)      | Derrotado(a)/(os/as)     | Resultado                 |
| --------------------------- | ------------------------ | ------------------------ | ------------------------- |
| Simples feminino – 2ª fase  | Angelique Kerber [21]    | Elsa Jacquemot [WC]      | 6–1, 7–62                 |
| Simples masculino – 2ª fase | Alexander Zverev [3]     | Sebastián Báez           | 2–6, 4–6, 6–1, 6–2, 7–5   |
| Simples feminino – 2ª fase  | Belinda Bencic [14]      | Bianca Andreescu [PR]    | 6–2, 6–4                  |
| Simples masculino – 2ª fase | Rafael Nadal [5]         | Corentin Moutet [WC]     | 6–1, 6–3, 6–4             |
| Quadra Suzanne Lenglen      |                          |                          |                           |
| Evento                      | Vencedor(a)/(es/as)      | Derrotado(a)/(os/as)     | Resultado                 |
| Simples feminino – 2ª fase  | Aliaksandra Sasnovich    | Emma Raducanu [12]       | 3–6, 6–1, 6–1             |
| Simples feminino – 2ª fase  | Karolína Muchová         | Maria Sakkari [4]        | 7–65, 7–64                |
| Simples masculino – 2ª fase | Novak Djokovic [1]       | Alex Molčan              | 6–2, 6–3, 7–64            |
| Simples masculino – 2ª fase | Sebastian Korda [27]     | Richard Gasquet          | 7–65, 6–3, 6–3            |
| Quadra Simonne Mathieu      |                          |                          |                           |
| Evento                      | Vencedor(a)/(es/as)      | Derrotado(a)/(os/as)     | Resultado                 |
| Simples masculino – 2ª fase | John Isner [23]          | Grégoire Barrère [WC]    | 6–4, 6–4, 3–6, 7–65       |
| Simples feminino – 2ª fase  | Coco Gauff [18]          | Alison Van Uytvanck      | 6–1, 7–64                 |
| Simples masculino – 2ª fase | Carlos Alcaraz [6]       | Albert Ramos Viñolas     | 6–1, 76–7, 5–7, 7–62, 6–4 |
| Simples feminino – 2ª fase  | Diane Parry              | Camila Osorio            | 6–3, 6–3                  |

## Dia 5 (26 de maio)
- Cabeças de chave eliminados:
  - Simples masculino:  Nikoloz Basilashvili [22],  Frances Tiafoe [24],  Daniel Evans [29]
  - Simples feminino:  Karolína Plíšková [8],  Danielle Collins [9],  Jeļena Ostapenko [13],  Simona Halep [19],  Ekaterina Alexandrova [30]
  - Duplas masculinas:  Máximo González /  Marcelo Melo [15]
  - Duplas femininas:  Shuko Aoyama /  Chan Hao-ching [11],  Magda Linette /  Bernarda Pera [15]
  - Duplas mistas:  Zhang Shuai /  Nicolas Mahut [1],  Anna Danilina /  Andrey Golubev [6],  Bernarda Pera /  Mate Pavić [7],  Giuliana Olmos /  Marcelo Arévalo [8]

Ordem dos jogos:
| Quadra Philippe Chatrier    | Quadra Philippe Chatrier | Quadra Philippe Chatrier | Quadra Philippe Chatrier |
| Evento                      | Vencedor(a)/(es/as)      | Derrotado(a)/(os/as)     | Resultado                |
| --------------------------- | ------------------------ | ------------------------ | ------------------------ |
| Simples masculino – 2ª fase | Daniil Medvedev [2]      | Laslo Djere              | 6–3, 6–4, 6–3            |
| Simples feminino – 2ª fase  | Madison Keys [22]        | Caroline Garcia          | 6–4, 7–63                |
| Simples masculino – 2ª fase | Gilles Simon [WC]        | Steve Johnson            | 7–5, 6–1, 7–66           |
| Simples feminino – 2ª fase  | Alizé Cornet             | Jeļena Ostapenko [13]    | 6–0, 1–6, 6–3            |
| Quadra Suzanne Lenglen      |                          |                          |                          |
| Evento                      | Vencedor(a)/(es/as)      | Derrotado(a)/(os/as)     | Resultado                |
| Simples feminino – 2ª fase  | Paula Badosa [3]         | Kaja Juvan               | 7–5, 3–6, 6–2            |
| Simples masculino – 2ª fase | Hugo Gaston              | Pedro Cachín [LL]        | 6–4, 6–2, 6–4            |
| Simples feminino – 2ª fase  | Iga Świątek [1]          | Alison Riske             | 6–0, 6–2                 |
| Simples masculino – 2ª fase | Stefanos Tsitsipas [4]   | Zdeněk Kolář [Q]         | 6–3, 7–68, 36–7, 7–67    |
| Quadra Simonne Mathieu      |                          |                          |                          |
| Evento                      | Vencedor(a)/(es/as)      | Derrotado(a)/(os/as)     | Resultado                |
| Simples feminino – 2ª fase  | Léolia Jeanjean [WC]     | Karolína Plíšková [8]    | 6–2, 6–2                 |
| Simples masculino – 2ª fase | David Goffin             | Frances Tiafoe [24]      | 3–6, 7–61, 6–2, 6–4      |
| Simples feminino – 2ª fase  | Zheng Qinwen             | Simona Halep [19]        | 2–6, 6–2, 6–1            |
| Simples masculino – 2ª fase | Andrey Rublev [7]        | Federico Delbonis        | 6–3, 3–6, 6–2, 6–3       |

## Dia 6 (27 de maio)
- Cabeças de chave eliminados:
  - Simples masculino:  Cameron Norrie [10],  Grigor Dimitrov [18],  John Isner [23],  Botic van de Zandschulp [26],  Sebastian Korda [27]
  - Simples feminino:  Belinda Bencic [14],  Victoria Azarenka [15],  Angelique Kerber [21]
  - Duplas masculinas:  Jamie Murray /  Bruno Soares [10]
  - Duplas femininas:  Desirae Krawczyk /  Demi Schuurs [5],  Caroline Dolehide /  Storm Sanders [7]

Ordem dos jogos:3
| Quadra Philippe Chatrier    | Quadra Philippe Chatrier | Quadra Philippe Chatrier     | Quadra Philippe Chatrier |
| Evento                      | Vencedor(a)/(es/as)      | Derrotado(a)/(os/as)         | Resultado                |
| --------------------------- | ------------------------ | ---------------------------- | ------------------------ |
| Simples feminino – 3ª fase  | Leylah Fernandez [17]    | Belinda Bencic [14]          | 7–5, 3–6, 7–5            |
| Simples masculino – 3ª fase | Novak Djokovic [1]       | Aljaž Bedene [PR]            | 6–3, 6–3, 6–2            |
| Simples feminino – 3ª fase  | Sloane Stephens          | Diane Parry                  | 6–2, 6–3                 |
| Simples masculino – 3ª fase | Carlos Alcaraz [6]       | Sebastian Korda [27]         | 6–4, 6–4, 6–2            |
| Quadra Suzanne Lenglen      |                          |                              |                          |
| Evento                      | Vencedor(a)/(es/as)      | Derrotado(a)/(os/as)         | Resultado                |
| Simples feminino – 3ª fase  | Amanda Anisimova [27]    | Karolína Muchová             | 76–7, 6–2, 3–0, ab.      |
| Simples feminino – 3ª fase  | Coco Gauff [18]          | Kaia Kanepi                  | 6–3, 6–4                 |
| Simples masculino – 3ª fase | Rafael Nadal [5]         | Botic van de Zandschulp [26] | 6–3, 6–2, 6–4            |
| Simples masculino – 3ª fase | Alexander Zverev [3]     | Brandon Nakashima            | 7–62, 6–3, 7–65          |
| Quadra Simonne Mathieu      |                          |                              |                          |
| Evento                      | Vencedor(a)/(es/as)      | Derrotado(a)/(os/as)         | Resultado                |
| Simples masculino – 3ª fase | Diego Schwartzman [15]   | Grigor Dimitrov [18]         | 6–3, 6–1, 6–2            |
| Simples feminino – 3ª fase  | Aliaksandra Sasnovich    | Angelique Kerber [21]        | 6–4, 7–65                |
| Simples feminino – 3ª fase  | Jil Teichmann [23]       | Victoria Azarenka [15]       | 4–6, 7–5, 7–6(10–5)      |
| Simples masculino – 3ª fase | Karen Khachanov [21]     | Cameron Norrie [10]          | 6–2, 7–5, 5–7, 6–4       |

## Dia 7 (28 de maio)
- Cabeças de chave eliminados:
  - Simples masculino:  Miomir Kecmanović [28],  Lorenzo Sonego [32]
  - Simples feminino:  Paula Badosa [3],  Aryna Sabalenka [7],  Elena Rybakina [16],  Tamara Zidanšek [24]
  - Duplas masculinas:  Nikola Mektić /  Mate Pavić [2]

Ordem dos jogos:
| Quadra Philippe Chatrier    | Quadra Philippe Chatrier                   | Quadra Philippe Chatrier          | Quadra Philippe Chatrier |
| Evento                      | Vencedor(a)/(es/as)                        | Derrotado(a)/(os/as)              | Resultado                |
| --------------------------- | ------------------------------------------ | --------------------------------- | ------------------------ |
| Simples feminino – 3ª fase  | Iga Świątek [1]                            | Danka Kovinić                     | 6–3, 7–5                 |
| Simples feminino – 3ª fase  | Zheng Qinwen                               | Alizé Cornet                      | 6–0, 3–0, ab.            |
| Simples masculino – 3ª fase | Marin Čilić [20]                           | Gilles Simon [WC]                 | 6–0, 6–3, 6–2            |
| Duplas femininas – 2ª fase  | Veronika Kudermetova [2] Elise Mertens [2] | Leylah Fernandez Kirsten Flipkens | 6–2, 6–2                 |
| Simples masculino – 3ª fase | Holger Rune                                | Hugo Gaston                       | 6–3, 6–3, 6–3            |
| Quadra Suzanne Lenglen      |                                            |                                   |                          |
| Evento                      | Vencedor(a)/(es/as)                        | Derrotado(a)/(os/as)              | Resultado                |
| Simples feminino – 3ª fase  | Irina-Camelia Begu                         | Léolia Jeanjean [WC]              | 6–1, 6–4                 |
| Simples masculino – 3ª fase | Daniil Medvedev [2]                        | Miomir Kecmanović [28]            | 6–2, 6–4, 6–2            |
| Simples feminino – 3ª fase  | Veronika Kudermetova [29]                  | Paula Badosa [3]                  | 6–3, 2–1, ab.            |
| Simples masculino – 3ª fase | Stefanos Tsitsipas [4]                     | Mikael Ymer                       | 6–2, 6–2, 6–1            |
| Quadra Simonne Mathieu      |                                            |                                   |                          |
| Evento                      | Vencedor(a)/(es/as)                        | Derrotado(a)/(os/as)              | Resultado                |
| Simples masculino – 3ª fase | Jannik Sinner [11]                         | Mackenzie McDonald                | 6–3, 7–66, 6–3           |
| Simples feminino – 3ª fase  | Camila Giorgi [28]                         | Aryna Sabalenka [7]               | 4–6, 6–1, 6–0            |
| Simples masculino – 3ª fase | Hubert Hurkacz [12]                        | David Goffin                      | 7–5, 6–2, 6–1            |
| Simples feminino – 3ª fase  | Madison Keys [22]                          | Elena Rybakina [16]               | 3–6, 6–1, 7–6(10–3)      |

## Dia 8 (29 de maio)
- Cabeças de chave eliminados:
  - Simples masculino:  Félix Auger-Aliassime [9],  Diego Schwartzman [15],  Karen Khachanov [21]
  - Simples feminino:  Jil Teichmann [23],  Amanda Anisimova [27],  Elise Mertens [31]
  - Duplas masculinas:  Tim Pütz /  Michael Venus [7]
  - Duplas femininas:  Gabriela Dabrowski /  Giuliana Olmos [3],  Catherine McNally /  Zhang Shuai [4],  Asia Muhammad /  Ena Shibahara [9]
  - Duplas mistas:  Andreja Klepač /  Rohan Bopanna [5]

Ordem dos jogos:
| Quadra Philippe Chatrier    | Quadra Philippe Chatrier                      | Quadra Philippe Chatrier                 | Quadra Philippe Chatrier |
| Evento                      | Vencedor(a)/(es/as)                           | Derrotado(a)/(os/as)                     | Resultado                |
| --------------------------- | --------------------------------------------- | ---------------------------------------- | ------------------------ |
| Simples feminino – 4ª fase  | Leylah Fernandez [17]                         | Amanda Anisimova [27]                    | 6–3, 4–6, 6–3            |
| Simples feminino – 4ª fase  | Coco Gauff [18]                               | Elise Mertens [31]                       | 6–4, 6–0                 |
| Simples masculino – 4ª fase | Rafael Nadal [5]                              | Félix Auger-Aliassime [9]                | 3–6, 6–3, 6–2, 3–6, 6–3  |
| Simples masculino – 4ª fase | Carlos Alcaraz [6]                            | Karen Khachanov [21]                     | 6–1, 6–4, 6–4            |
| Quadra Suzanne Lenglen      |                                               |                                          |                          |
| Evento                      | Vencedor(a)/(es/as)                           | Derrotado(a)/(os/as)                     | Resultado                |
| Simples feminino – 4ª fase  | Martina Trevisan                              | Aliaksandra Sasnovich                    | 7–610, 7–5               |
| Simples masculino – 4ª fase | Novak Djokovic [1]                            | Diego Schwartzman [15]                   | 6–1, 6–3, 6–3            |
| Simples masculino – 4ª fase | Alexander Zverev [3]                          | Bernabé Zapata Miralles [Q]              | 7–611, 7–5, 6–3          |
| Simples feminino – 4ª fase  | Sloane Stephens                               | Jil Teichmann [23]                       | 6–2, 6–0                 |
| Quadra Simonne Mathieu      |                                               |                                          |                          |
| Evento                      | Vencedor(a)/(es/as)                           | Derrotado(a)/(os/as)                     | Resultado                |
| Duplas masculinas – 3ª fase | Marcel Granollers [4] Horacio Zeballos [4]    | Jonny O'Mara [Alt] Jackson Withrow [Alt] | 6–1, 6–1                 |
| Duplas femininas – 3ª fase  | Caroline Garcia [WC] Kristina Mladenovic [WC] | Misaki Doi Ajla Tomljanović              | 5–7, 6–4, 6–2            |
| Duplas mistas – 3ª fase     | Ulrikke Eikeri Joran Vliegen                  | Clara Burel [WC] Hugo Gaston [WC]        | 6–4, 6–3                 |
| Duplas femininas – 3ª fase  | Maryna Zanevska Kimberley Zimmermann          | Latisha Chan Samantha Stosur             | 1–6, 6–3, 6–4            |
| Duplas mistas – 3ª fase     | Lucie Hradecká Gonzalo Escobar                | Andreja Klepač [5] Rohan Bopanna [5]     | 7–62, 6–4                |

## Dia 9 (30 de maio)
- Cabeças de chave eliminados:
  - Simples masculino:  Daniil Medvedev [2],  Stefanos Tsitsipas [4],  Jannik Sinner [11],  Hubert Hurkacz [12]
  - Simples feminino:  Madison Keys [22],  Camila Giorgi [28]
  - Duplas femininas:  Veronika Kudermetova /  Elise Mertens [2]
  - Duplas mistas:  Desirae Krawczyk /  Neal Skupski [4]

Ordem dos jogos:
| Quadra Philippe Chatrier             | Quadra Philippe Chatrier                 | Quadra Philippe Chatrier                   | Quadra Philippe Chatrier |
| Evento                               | Vencedor(a)/(es/as)                      | Derrotado(a)/(os/as)                       | Resultado                |
| ------------------------------------ | ---------------------------------------- | ------------------------------------------ | ------------------------ |
| Simples feminino – 4ª fase           | Veronika Kudermetova [29]                | Madison Keys [22]                          | 1–6, 6–3, 6–1            |
| Simples masculino – 4ª fase          | Holger Rune                              | Stefanos Tsitsipas [4]                     | 7–5, 3–6, 6–3, 6–4       |
| Simples feminino – 4ª fase           | Iga Świątek [1]                          | Zheng Qinwen                               | 56–7, 6–0, 6–2           |
| Simples masculino – 4ª fase          | Marin Čilić [20]                         | Daniil Medvedev [2]                        | 6–2, 6–3, 6–2            |
| Quadra Suzanne Lenglen               |                                          |                                            |                          |
| Evento                               | Vencedor(a)/(es/as)                      | Derrotado(a)/(os/as)                       | Resultado                |
| Simples feminino – 4ª fase           | Daria Kasatkina [20]                     | Camila Giorgi [28]                         | 6–2, 6–2                 |
| Simples masculino – 4ª fase          | Casper Ruud [8]                          | Hubert Hurkacz [12]                        | 6–2, 6–3, 3–6, 6–3       |
| Simples feminino – 4ª fase           | Jessica Pegula [11]                      | Irina-Camelia Begu                         | 4–6, 6–2, 6–3            |
| Simples masculino – 4ª fase          | Andrey Rublev [7]                        | Jannik Sinner [11]                         | 1–6, 6–4, 2–0, ab.       |
| Quadra Simonne Mathieu               |                                          |                                            |                          |
| Evento                               | Vencedor(a)/(es/as)                      | Derrotado(a)/(os/as)                       | Resultado                |
| Duplas femininas – 3ª fase           | Anna Bondár Greet Minnen                 | Alicja Rosolska Erin Routliffe             | 46–7, 7–5, 7–5           |
| Duplas mistas – Quartas de final     | Ulrikke Eikeri Joran Vliegen             | Desirae Krawczyk [4] Neal Skupski [4]      | 2–6, 7–64, [10–8]        |
| Duplas femininas – 3ª fase           | Xu Yifan [13] Yang Zhaoxuan [13]         | Veronika Kudermetova [2] Elise Mertens [2] | 6–4, 2–6, 6–3            |
| Duplas masculinas – Quartas de final | Rohan Bopanna [16] Matwé Middelkoop [16] | Lloyd Glasspool Harri Heliövaara           | 4–6, 6–4, 7–63           |

## Dia 10 (31 de maio)
- Cabeças de chave eliminados:
  - Simples masculino:  Novak Djokovic [1],  Carlos Alcaraz [6]
  - Simples feminino:  Leylah Fernandez [17]
  - Duplas masculinas:  Rajeev Ram /  Joe Salisbury [1],  Wesley Koolhof /  Neal Skupski [6]
  - Duplas femininas:  Lucie Hradecká /  Sania Mirza [10]

Ordem dos jogos:
| Quadra Philippe Chatrier              | Quadra Philippe Chatrier                     | Quadra Philippe Chatrier             | Quadra Philippe Chatrier |
| Evento                                | Vencedor(a)/(es/as)                          | Derrotado(a)/(os/as)                 | Resultado                |
| ------------------------------------- | -------------------------------------------- | ------------------------------------ | ------------------------ |
| Simples feminino – Quartas de final   | Martina Trevisan                             | Leylah Fernandez [17]                | 6–2, 36–7, 6–3           |
| Simples feminino – Quartas de final   | Coco Gauff [18]                              | Sloane Stephens                      | 7–5, 6–2                 |
| Simples masculino – Quartas de final  | Alexander Zverev [3]                         | Carlos Alcaraz [6]                   | 6–4, 6–4, 4–6, 7–67      |
| Simples masculino – Quartas de final  | Rafael Nadal [5]                             | Novak Djokovic [1]                   | 6–2, 4–6, 6–2, 7–64      |
| Quadra Suzanne Lenglen                |                                              |                                      |                          |
| Evento                                | Vencedor(a)/(es/as)                          | Derrotado(a)/(os/as)                 | Resultado                |
| Duplas femininas lendárias – Grupo A  | Gisela Dulko Gabriela Sabatini               | Lindsay Davenport Mary Joe Fernández | 6–3, 6–3                 |
| Duplas masculinas - Quartas de final  | Ivan Dodig Michaëlla Krajicek                | Rajeev Ram [1] Joe Salisbury [1]     | 3–6, 7–69, 7–6(12–10)    |
| Duplas masculinas lendárias – Grupo A | Sébastien Grosjean Cédric Pioline            | Mansour Bahrami Julien Benneteau     | 6–2, 3–6, [10–7]         |
| Duplas femininas lendárias – Grupo B  | Daniela Hantuchová Martina Navratilova       | Chanda Rubin Sandrine Testud         | 2–6, 6–4, [10–5]         |
| Duplas mistas - Quartas de final      | Gabriela Dabrowski [3] John Peers [3]        | Lucie Hradecká Gonzalo Escobar       | 7–5, 6–2                 |
| Quadra Simonne Mathieu                |                                              |                                      |                          |
| Evento                                | Vencedor(a)/(es/as)                          | Derrotado(a)/(os/as)                 | Resultado                |
| Duplas masculinas - Quartas de final  | Marcel Granollers [4] Horacio Zeballos [4]   | Wesley Koolhof [6] Neal Skupski [6]  | 3–6, 6–3, 6–4            |
| Duplas femininas - Quartas de final   | Madison Keys Taylor Townsend                 | Marta Kostyuk Elena-Gabriela Ruse    | 7–65, 2–6, 7–5           |
| Duplas femininas - Quartas de final   | Lyudmyla Kichenok [14] Jeļena Ostapenko [14] | Maryna Zanevska Kimberley Zimmermann | 6–3, 5–7, 6–2            |
| Duplas femininas - 3ª fase            | Coco Gauff [8] Jessica Pegula [8]            | Lucie Hradecká [10] Sania Mirza [10] | 6–4, 6–3                 |

## Dia 11 (1º de junho)
- Cabeças de chave eliminados:
  - Simples masculino:  Andrey Rublev [7]
  - Simples feminino:  Jessica Pegula [11],  Veronika Kudermetova [29]
  - Duplas femininas:  Xu Yifan /  Yang Zhaoxuan [13]
  - Duplas mistas:  Gabriela Dabrowski /  John Peers [3]

Ordem dos jogos:
| Quadra Philippe Chatrier              | Quadra Philippe Chatrier                      | Quadra Philippe Chatrier                | Quadra Philippe Chatrier      |
| Evento                                | Vencedor(a)/(es/as)                           | Derrotado(a)/(os/as)                    | Resultado                     |
| ------------------------------------- | --------------------------------------------- | --------------------------------------- | ----------------------------- |
| Simples feminino – Quartas de final   | Daria Kasatkina [20]                          | Veronika Kudermetova [29]               | 6–4, 7–65                     |
| Simples feminino – Quartas de final   | Iga Świątek [1]                               | Jessica Pegula [11]                     | 6–3, 6–2                      |
| Simples masculino – Quartas de final  | Marin Čilić [20]                              | Andrey Rublev [7]                       | 5–7, 6–3, 6–4, 3–6, 7–6(10–2) |
| Simples masculino – Quartas de final  | Casper Ruud [8]                               | Holger Rune                             | 6–1, 4–6, 7–62, 6–3           |
| Quadra Suzanne Lenglen                |                                               |                                         |                               |
| Evento                                | Vencedor(a)/(es/as)                           | Derrotado(a)/(os/as)                    | Resultado                     |
| Duplas femininas lendárias– Grupo A   | Lindsay Davenport Mary Joe Fernández          | Iva Majoli Mary Pierce                  | 6–4, 0–6, [10–8]              |
| Duplas masculinas lendárias – Grupo B | Nicolas Escudé Paul-Henri Mathieu             | Henri Leconte Michaël Llodra            | 6–3, 6–4                      |
| Duplas femininas lendárias – Grupo A  | Tatiana Golovin Nathalie Tauziat              | Gisela Dulko Gabriela Sabatini          | 6–4, 6–4                      |
| Duplas mistas – Semifinais            | Ena Shibahara [2] Wesley Koolhof [2]          | Gabriela Dabrowski [3] John Peers [3]   | 6–3, 6–4                      |
| Duplas femininas lendárias – Grupo B  | Magdalena Maleeva Rennae Stubbs               | Daniela Hantuchová Martina Navratilova  | 6–4, 6–3                      |
| Quadra Simonne Mathieu                |                                               |                                         |                               |
| Evento                                | Vencedor(a)/(es/as)                           | Derrotado(a)/(os/as)                    | Resultado                     |
| Duplas mistas – Semifinais            | Ulrikke Eikeri Joran Vliegen                  | Nicole Melichar-Martinez Kevin Krawietz | 1–6, 7–64, [10–7]             |
| Duplas femininas – Quartas de final   | Caroline Garcia [WC] Kristina Mladenovic [WC] | Xu Yifan [13] Yang Zhaoxuan [13]        | 6–3, 6–3                      |
| Duplas masculinas lendárias – Grupo A | Sébastien Grosjean Cédric Pioline             | Xavier Malisse Mats Wilander            | 36–7, 6–1, [13–11]            |
| Duplas femininas – Quartas de final   | Coco Gauff [8] Jessica Pegula [8]             | Anna Bondár Greet Minnen                | 6–4, 4–6, 6–4                 |

## Dia 12 (2 de junho)
- Cabeças de chave eliminados:
  - Simples feminino:  Daria Kasatkina [20]
  - Duplas masculinas:  Marcel Granollers /  Horacio Zeballos [4],  Rohan Bopanna /  Matwé Middelkoop [16]

Ordem dos jogos:
| Quadra Philippe Chatrier              | Quadra Philippe Chatrier                    | Quadra Philippe Chatrier                   | Quadra Philippe Chatrier |
| Evento                                | Vencedor(a)/(es/as)                         | Derrotado(a)/(os/as)                       | Resultado                |
| ------------------------------------- | ------------------------------------------- | ------------------------------------------ | ------------------------ |
| Duplas mistas – Final                 | Ena Shibahara [2] Wesley Koolhof [2]        | Ulrikke Eikeri Joran Vliegen               | 7–65, 6–2                |
| Simples feminino – Semifinais         | Iga Świątek [1]                             | Daria Kasatkina [20]                       | 6–2, 6–1                 |
| Simples feminino – Semifinais         | Coco Gauff [18]                             | Martina Trevisan                           | 6–3, 6–1                 |
| Quadra Suzanne Lenglen                |                                             |                                            |                          |
| Evento                                | Vencedor(a)/(es/as)                         | Derrotado(a)/(os/as)                       | Resultado                |
| Duplas femininas lendárias – Grupo A  | Gisela Dulko Gabriela Sabatini              | Iva Majoli Mary Pierce                     | 6–4, 6–1                 |
| Duplas masculinas lendárias – Grupo A | Marcos Baghdatis Goran Ivanišević           | Mansour Bahrami Julien Benneteau           | 7–65, 7–64               |
| Quadra Simonne Mathieu                |                                             |                                            |                          |
| Evento                                | Vencedor(a)/(es/as)                         | Derrotado(a)/(os/as)                       | Resultado                |
| Duplas femininas lendárias – Grupo A  | Lindsay Davenport Mary Joe Fernández        | Tatiana Golovin Nathalie Tauziat           | 6–0, 6–1                 |
| Duplas masculinas – Semifinais        | Marcelo Arévalo [12] Jean-Julien Rojer [12] | Rohan Bopanna [16] Matwé Middelkoop [16]   | 4–6, 6–3, 7–6(10–8)      |
| Duplas masculinas – Semifinais        | Ivan Dodig Austin Krajicek                  | Marcel Granollers [4] Horacio Zeballos [4] | 4–6, 7–61, 7–5           |
| Duplas masculinas lendárias – Grupo B | Arnaud Clément Fabrice Santoro              | Guy Forget Tommy Haas                      | 6–3, 7–66                |

## Dia 13 (3 de junho)
- Cabeças de chave eliminados:
  - Simples masculino:  Alexander Zverev [3],  Marin Čilić [20]

Ordem dos jogos:
| Quadra Philippe Chatrier                   | Quadra Philippe Chatrier                      | Quadra Philippe Chatrier                     | Quadra Philippe Chatrier |
| Evento                                     | Vencedor(a)/(es/as)                           | Derrotado(a)/(os/as)                         | Resultado                |
| ------------------------------------------ | --------------------------------------------- | -------------------------------------------- | ------------------------ |
| Duplas masculinas cadeirantes – Semifinais | Gustavo Fernández Shingo Kunieda              | Stéphane Houdet [2] Nicolas Peifer [2]       | 7–60, 6–1                |
| Simples masculino – Semifinais             | Rafael Nadal [5]                              | Alexander Zverev [3]                         | 7–68, 6–6, ab.           |
| Simples masculino – Semifinais             | Casper Ruud [8]                               | Marin Čilić [20]                             | 3–6, 6–4, 6–2, 6–2       |
| Quadra Suzanne Lenglen                     |                                               |                                              |                          |
| Evento                                     | Vencedor(a)/(es/as)                           | Derrotado(a)/(os/as)                         | Resultado                |
| Duplas femininas – Semifinais              | Coco Gauff [8] Jessica Pegula [8]             | Madison Keys Taylor Townsend                 | 7–4, 7–64                |
| Duplas femininas – Semifinais              | Caroline Garcia [WC] Kristina Mladenovic [WC] | Lyudmyla Kichenok [14] Jeļena Ostapenko [14] | 2–6, 6–4, 6–2            |
| Quadra Simonne Mathieu                     |                                               |                                              |                          |
| Evento                                     | Vencedor(a)/(es/as)                           | Derrotado(a)/(os/as)                         | Resultado                |
| Duplas masculinas lendárias – Grupo B      | Arnaud Clément Fabrice Santoro                | Nicolas Escudé Paul-Henri Mathieu            | 6–4, 6–2                 |
| Duplas masculinas lendárias – Grupo A      | Marcos Baghdatis Goran Ivanišević             | Xavier Malisse Mats Wilander                 | 6–4, 0–6, [10–7]         |
| Duplas femininas lendárias– Grupo A        | Tatiana Golovin Nathalie Tauziat              | Iva Majoli Mary Pierce                       | 6–4, 6–3                 |

## Dia 14 (4 de junho)
- Cabeças de chave eliminados:
  - Simples feminino:  Coco Gauff [18]

Ordem dos jogos:
| Quadra Philippe Chatrier              | Quadra Philippe Chatrier                    | Quadra Philippe Chatrier              | Quadra Philippe Chatrier |
| Evento                                | Vencedor(a)/(es/as)                         | Derrotado(a)/(os/as)                  | Resultado                |
| ------------------------------------- | ------------------------------------------- | ------------------------------------- | ------------------------ |
| Simples feminino cadeirante – Final   | Diede de Groot [1]                          | Yui Kamiji [2]                        | 6–4, 6–1                 |
| Simples feminino – Final              | Iga Świątek [1]                             | Coco Gauff [18]                       | 6–1, 6–3                 |
| Duplas masculinas – Final             | Marcelo Arévalo [12] Jean-Julien Rojer [12] | Ivan Dodig Austin Krajicek            | 46–7, 7–65, 6–3          |
| Quadra Suzanne Lenglen                |                                             |                                       |                          |
| Evento                                | Vencedor(a)/(es/as)                         | Derrotado(a)/(os/as)                  | Resultado                |
| Duplas masculinas lendárias – Grupo A | Mansour Bahrami Julien Benneteau            | Xavier Malisse Mats Wilander          | 6–4, 2–6, [10–6]         |
| Duplas masculinas lendárias – Grupo A | Sébastien Grosjean Cédric Pioline           | Marcos Baghdatis Goran Ivanišević     | 6–2, 7–5                 |
| Duplas femininas lendárias – Final    | Flavia Pennetta Francesca Schiavone         | Gisela Dulko Gabriela Sabatini        | 1–6, 7–64, [10–6]        |
| Quadra Simonne Mathieu                |                                             |                                       |                          |
| Evento                                | Vencedor(a)/(es/as)                         | Derrotado(a)/(os/as)                  | Resultado                |
| Simples feminino juvenil – Final      | Lucie Havlíčková [9]                        | Solana Sierra                         | 6–3, 6–3                 |
| Simples masculino juvenil – Final     | Gabriel Debru [14]                          | Gilles Arnaud Bailly                  | 7–65, 6–3                |
| Duplas femininas juvenis – Final      | Sára Bejlek [1] Lucie Havlíčková [1]        | Nikola Bartůňková [2] Céline Naef [2] | 6–3, 6–3                 |

## Dia 15 (5 de junho)
- Cabeças de chave eliminados:
  - Simples masculino:  Casper Ruud [8]
  - Duplas femininas:  Coco Gauff /  Jessica Pegula [8]

Ordem dos jogos:
| Quadra Philippe Chatrier            | Quadra Philippe Chatrier                      | Quadra Philippe Chatrier          | Quadra Philippe Chatrier |
| Evento                              | Vencedor(a)/(es/as)                           | Derrotado(a)/(os/as)              | Resultado                |
| ----------------------------------- | --------------------------------------------- | --------------------------------- | ------------------------ |
| Duplas femininas – Final            | Caroline Garcia [WC] Kristina Mladenovic [WC] | Coco Gauff [8] Jessica Pegula [8] | 2–6, 6–3, 6–2            |
| Simples masculino – Final           | Rafael Nadal [5]                              | Casper Ruud [8]                   | 6–3, 6–3, 6–0            |
| Quadra Suzanne Lenglen              |                                               |                                   |                          |
| Evento                              | Vencedor(a)/(es/as)                           | Derrotado(a)/(os/as)              | Resultado                |
| Duplas masculinas lendárias – Final | Arnaud Clément Fabrice Santoro                | Sébastien Grosjean Cédric Pioline | 6–3, 4–6, [10–7]         |